# Bisauli
Bisauli là một thành phố và là nơi đặt ban đô thị (municipal board) của quận Budaun thuộc bang Uttar Pradesh, Ấn Độ.

## Địa lý
Bisauli có vị trí 28°19′B 78°56′Đ / 28,32°B 78,93°Đ Nó có độ cao trung bình là 182 mét (597 foot).

## Nhân khẩu
Theo điều tra dân số năm 2001 của Ấn Độ, Bisauli có dân số 28.420 người. Phái nam chiếm 53% tổng số dân và phái nữ chiếm 47%. Bisauli có tỷ lệ 49% biết đọc biết viết, thấp hơn tỷ lệ trung bình toàn quốc là 59,5%: tỷ lệ cho phái nam là 55%, và tỷ lệ cho phái nữ là 42%. Tại Bisauli, 19% dân số nhỏ hơn 6 tuổi.